# Добрині (Торжоцький район)
Добрині (рос. Добрыни) — присілок в Торжоцькому районі Тверської області Російської Федерації.
Населення становить 42 особи. Входить до складу муніципального утворення Яконовське сільське поселення.

## Історія
Від 2005 року входить до складу муніципального утворення Яконовське сільське поселення.

## Населення
| 1997 | 2010 |
| ---- | ---- |
| 51   | ↘42  |